# Alan Barrionuevo
Alan Enzo David Barrionuevo (San Justo, 2 gennaio 1997) è un calciatore argentino, difensore del Tigre.

## Caratteristiche tecniche
È un difensore centrale con numero di maglia 40.

## Carriera
Barrionuevo è cresciuto nel settore giovanile dell'Almirante Brown dove ha debuttato il 6 maggio 2017 nell'incontro di Primera B Metropolitana vinto 1-0 contro il Tristán Suárez. Nel 2018 ha iniziato a giocare con maggior costanza e nella stagione 2019-2020 si è consolidato come titolare al centro della difesa, trovando anche il suo primo gol in carriera il 24 agosto contro il Sacachispas.
Nel giugno del 2022 è stato ceduto in prestito al Central Córdoba (SdE) ed il 2 luglio ha debuttato in Primera División nell'incontro perso 2-1 contro l'Argentinos Juniors. Rientrato al club giallonero, ha trascorso una stagione da titolare in Primera B Nacional per poi far ritorno in Primera, sempre in prestito, al Dep. Riestra.

## Statistiche

### Presenze e reti nei club
Statistiche aggiornate al 20 luglio 2025.
| Stagione               | Squadra                | Campionato             | Campionato | Campionato | Coppe nazionali | Coppe nazionali | Coppe nazionali | Coppe continentali | Coppe continentali | Coppe continentali | Altre coppe | Altre coppe | Altre coppe | Totale | Totale | Totale |
| Stagione               | Squadra                | Comp                   | Pres       | Reti       | Comp            | Pres            | Reti            | Comp               | Pres               | Reti               | Comp        | Pres        | Reti        | Pres   | Reti   |        |
| ---------------------- | ---------------------- | ---------------------- | ---------- | ---------- | --------------- | --------------- | --------------- | ------------------ | ------------------ | ------------------ | ----------- | ----------- | ----------- | ------ | ------ | ------ |
| 2016-2017              | Almirante Brown        | PBM                    | 1          | 0          | CA              | 0               | 0               | -                  | -                  | -                  | -           | -           | -           | 1      | 0      |        |
| 2017-2018              | Almirante Brown        | PBM                    | 4          | 0          | CA              | 0               | 0               | -                  | -                  | -                  | -           | -           | -           | 4      | 0      |        |
| 2018-2019              | Almirante Brown        | PBM                    | 12         | 0          | CA              | 0               | 0               | -                  | -                  | -                  | -           | -           | -           | 12     | 0      |        |
| 2019-2020              | Almirante Brown        | PBM                    | 30         | 4          | CA              | 1               | 0               | -                  | -                  | -                  | -           | -           | -           | 31     | 4      |        |
| 2021                   | Almirante Brown        | PBN                    | 35         | 1          | CA              | 0               | 0               | -                  | -                  | -                  | -           | -           | -           | 35     | 1      |        |
| 2022                   | Almirante Brown        | PBN                    | 15         | 2          | CA              | 1               | 0               | -                  | -                  | -                  | -           | -           | -           | 16     | 2      |        |
| 2022                   | Central Córdoba (SdE)  | PD                     | 5          | 0          | CA+CdL          | 0               | 0               | -                  | -                  | -                  | -           | -           | -           | 5      | 0      |        |
| 2023                   | Almirante Brown        | PBN                    | 36         | 3          | CA              | 0               | 0               | -                  | -                  | -                  | -           | -           | -           | 36     | 3      |        |
| Totale Almirante Brown | Totale Almirante Brown | Totale Almirante Brown | 133        | 10         |                 | 2               | 0               |                    | -                  | -                  |             | -           | -           | 135    | 10     |        |
| 2024                   | Dep. Riestra           | PD                     | 25         | 2          | CA+CdL          | 1+13            | 0+1             | -                  | -                  | -                  | -           | -           | -           | 39     | 3      |        |
| 2025                   | Tigre                  | PD                     | 4          | 0          | CA              | 1               | 0               | -                  | -                  | -                  | -           | -           | -           | 5      | 0      |        |
| Totale carriera        | Totale carriera        | Totale carriera        | 167        | 12         |                 | 17              | 1               |                    | -                  | -                  |             | -           | -           | 184    | 13     |        |

## Palmarès

### Club

#### Competizioni nazionali
- Primera B Metropolitana: 1

Almirante Brown: 2020